# 博戈達里夫卡 (盧布尼區)
50°2′46″N 32°46′3″E / 50.04611°N 32.76750°E
博戈達里夫卡（烏克蘭語：Богодарівка），是烏克蘭的村落，位於該國中部波爾塔瓦州，由盧布尼區負責管轄，分別距離斯捷普里0.5公里和奧斯塔皮夫卡1.5公里，海拔高度127米，2001年人口294。